# Anna Akisue
Anna Luiza Akisue Nogueira (São Paulo, 11 de agosto de 1999) é uma cantora, compositora, atriz, dançarina e influenciadora brasileira. Se destacou em 2016, quando chegou as quartas de final do The Voice Brasil, e em 2025 ao protagonizar o teatro musical Meninas Malvadas - O Musical, como Regina George.

## Carreira

### 2016: Início e The Voice Brasil
Anna Akisue começou a cantar por hobbie, formada pelo curso profissionalizante de Teatro Musical do TeenBroadway, sob direção de Maiza Tempesta, onde participou de montagens acadêmicas como A Chorus Line, Footloose, Fame e O Grande Circo Místico, vivendo a sedutora Lilly Braun.
No ano de 2016, participou do programa The Voice Brasil, passando pelos times do astro pop Lulu Santos e do sertanejo, Michel Teló, chegando às quartas de final e sendo destaque de temporada, voltando no ano seguinte para cantar como convidada na Grande Final.

### 2017–24:Carreira como cantora Pop
Após sua participação no The Voice Brasil, Anna continuou seus estudos em Teatro pela Universidade Anhembi Morumbi, em 2019, ingressou no espetáculo Isso Que É Amor, com as canções de Luan Santana, sob direção de Ulysses Cruz, vivendo a carismática Lelê e a Crooner da Boate Azul. Em 2020 Anna foi vocalista da Jazz Lag Band, residente na casa LAG Lounge, na qual interpretou grandes sucessos do Jazz, Soul e Blues.
Em 2021 foi solista na temporada de concertos do Maestro João Carlos Martins, junto a Fundação Bachiana Filarmônica SESI-SP, no espetáculo “Era Uma Vez” e no festival “DreamCast”. Em 2022 integrou elenco de solistas do "Disney In Concert" com temporada em São Paulo.
Em 2023, Anna Akisue, migrou completamente para a música pop, com a música Princesinha, em parceria com o cantor Lincoln Senna. Desde então tem lançado vários singles, como: Chá, Tinta, Abracadabra com duas versões, uma em português e outra em inglês, Do Meu Jeito em parceria com Paula Mattos, Pode Chegar em parceria com ISIX, Do Jeito Que Ela Gosta com participação de Zaac e Tá Querendo com participação de Mc Mari.

### 2025-presente: Meninas Malvadas - O Musical
Em 13 de abril de 2025, estreou a primeira montagem brasileira do sucesso da Broadway, Meninas Malvadas - O Musical escrito por Tina Fey, com Anna Akisue estrelando como Regina George.
Devido ao grandes sucesso da peça, e viralização nas redes sociais, em 15 de junho, participou junto com o elenco da "Agenda Cultural", do Programa Silvio Santos, onde foi apresentada cena inédita na TV do espetáculo “Meninas Malvadas”, Anna cantou a música "Mundo em Chamas", junto com o elenco.
A montagem brasileira de Meninas Malvadas - O Musical, dirigida por Mariano Detry, com Laura Castro, Danielle Winits, Anna Akisue, Lara Suleiman e grande elenco, esteve em cartaz em São Paulo no Teatro Santander de 13 de março de 2025 até 29 de junho de 2025, sem previsão de uma segunda temporada.

## Discografia

### Singles
| Ano  | Canção                                | Álbum                        |
| ---- | ------------------------------------- | ---------------------------- |
| 2023 | "Princesinha" (part. Lincoln)         | Não associado a nenhum álbum |
| 2023 | "Chá"                                 | Não associado a nenhum álbum |
| 2023 | "Tinta"                               | Não associado a nenhum álbum |
| 2023 | "Abracadabra" (versão em português)   | Não associado a nenhum álbum |
| 2023 | "Abracadabra" (versão em inglês)      | Não associado a nenhum álbum |
| 2024 | "Do Meu Jeito" (part. Paula Mattos)   | Não associado a nenhum álbum |
| 2024 | "Pode Chegar" (part. Isix)            | Não associado a nenhum álbum |
| 2024 | "Do Jeito Que Ela Gosta" (part. Zaac) | Não associado a nenhum álbum |
| 2024 | "Tá Querendo" (part. MC Mari)         | Não associado a nenhum álbum |

## Filmografia

### Televisão
| Ano  | Título           | Personagem | Notas                                 |
| ---- | ---------------- | ---------- | ------------------------------------- |
| 2016 | The Voice Brasil | Ela mesma  | Quartas de finais da competição       |
| 2017 | The Voice Brasil | Ela mesma  | Convidada para cantar na Grande Final |

## Teatro

### Teatro Musical
| Ano  | Título                       | Papel         |
| ---- | ---------------------------- | ------------- |
| 2025 | Meninas Malvadas - O Musical | Regina George |